# Oleg Tokariew
Oleg Leonidowicz Tokariew (ros. Олег Леонидович Токарев; ur. 3 lutego 1969) – radziecki i mołdawski zapaśnik walczący w stylu klasycznym. 
Wicemistrz Europy w 1993. Trzeci w Pucharze Świata w 1991. Brązowy medalista MŚ młodzieży w 1989 roku. 
Trzeci na mistrzostwach ZSRR w 1989 i WNP w 1992 roku. 